# 雄獅回歸
《雄獅回歸》（英語：Singham Returns）是一部2014年印度印地語動作片，由羅希特·謝蒂執導，尤努斯·薩賈瓦爾（Yunus Sajawal）編劇，信實娛樂出品。本片翻拍自1993年馬拉雅拉姆語電影《艾卡拉維揚》，也是2011年電影《雄獅》的續集、警察宇宙的第二部電影。電影由阿賈耶·德烏干和卡琳娜·卡浦爾·罕擔任主演，劇情講述來到孟買任職的威猛警官巴吉勞·辛漢（Bajirao Singham，德烏干飾演）挺身而出，追查一筆黑錢的來源，以對付害死自己同事的腐敗政客及宗教領袖。
《雄獅回歸》2014年8月15日的印度獨立日在全球上映；上映後，打破了多項首日紀錄。本片預算為7億盧比，全球票房達21.9億盧比，商業票房表現良好，成為2014年票房第五高的印度電影。
德烏干在警察宇宙的後續電影《辛巴》（2018年）及《反恐追緝令》（2021年）中客串。

## 劇情
巴吉勞·辛漢現為孟買警察局的副處長，發現自己部下馬赫什·賈達夫被發現死在一輛救護車內，裡面還裝有大筆錢。辛漢決定揭露背後的真相，在此過程中，與信徒眾多的詐欺宗教領袖薩蒂亞拉傑·「巴巴吉」·錢德爾衝突，後者與腐敗政客高調地合作，其中包括執政黨秘書部長普拉卡什·拉奧。在此期間，曾擔任首席部長的維克蘭·阿迪卡里，以及辛漢導師兼執政黨資深領導人古魯坎特·「古魯吉」·阿查里亞忙於選舉；古魯吉反對拉奧的計劃，而被巴巴吉派出大批武裝手下殺害。辛漢即使在場也沒能保護好他，使自己發誓要報仇，為此不得不假裝辭職並返回家鄉什夫格德。與此同時，父親曼亞邀請他和辛漢的青梅竹馬艾芙妮·卡馬特相處。
一段時間後，辛漢與艾芙妮愛上了彼此。辛漢最後向她透露，自己沒有辭職，而是來到什夫格德執行臥底任務，尋找針對巴巴吉的證據。當他們回到孟買時，巴巴吉開始威脅辛漢的家人。另一方面，拉奧傷害了古魯吉的所有候選人，包括艾芙妮的候選人兄弟基蕭爾。被辛漢逮捕的巴巴吉的手下之一阿爾塔夫·罕遭巴巴吉的人馬襲擊，之後從昏迷中醒來並作證指控巴巴吉。但在出庭前，巴巴吉的手下殺死了罕，使得巴巴吉和拉奧得以繼續逍遙法外。得知礙於警察身份沒無法繼續對付他們後，辛漢和警察團隊決定脫下制服，前往巴巴吉和拉奧身處的宅邸，來自孟買各地的警察也加入了他們。
大批警察開始與巴巴吉和拉奧的手下作戰。辛漢逮住了巴巴吉和拉奧，並射傷了他們的臀部。拉奧和巴巴吉說出了彼此狼狽為奸的真相，其供詞被記者米拉秘密拍下並在電視和廣播上直播。幾週後，古魯吉的政黨贏得了選舉。拉奧和巴巴吉在被送往監獄前嘲笑了辛漢的短暫勝利，但在兩人被囚車載往監獄的途中，車輛停了下來，司機也離開座位，一輛水罐車將囚車撞至一旁發電站的電箱，兩人雙雙身亡。辛漢的朋友戴夫·帕德尼斯督察告訴媒體，剎車失靈，該事件被視為事故，但實際上這是辛漢的計畫。

## 演員
- 阿賈耶·德烏干飾演巴吉勞·辛漢副處長（DCP Bajirao Singham）
- 卡琳娜·卡浦爾·罕飾演艾芙妮·卡馬特（Avni Kamat）
- 阿莫爾·古普特（英语：Amole Gupte）飾演薩蒂亞拉傑·錢德爾／巴巴吉（Satyaraj Chander / Babaji）
- 亞努潘·卡爾飾演中央部長古魯坎特·阿查里亞／古魯吉（Central Minister Gurukant Acharya / Guruji）
- 達亞南德·謝蒂（英语：Dayanand Shetty）飾演達亞高級督察（Senior Inspector Daya）
- 維尼特·夏馬（Vineet Sharma）飾演戴夫·帕德尼斯督察（Inspector Dev Phadnis）
- 扎克爾·哈桑（英语：Zakir Hussain (actor)）飾演普拉卡什·拉奧部長（Minister Prakash Rao）
- 馬赫什·馬卡（英语：Mahesh Manjrekar）飾演維克蘭·阿迪卡里（Vikram Adhikari）
- 索娜莉·庫爾卡尼（英语：Sonalee Kulkarni）飾演門卡（Menka）
- 阿什維尼·卡爾塞卡（英语：Ashwini Kalsekar）飾演記者米拉·蕭雷（Journalist Meera Shorey）
- 高文·南德奧（英语：Govind Namdev）飾演瑪尼克勞·「曼亞」·辛漢（Manikrao "Manya" Singham）
- 梅格納·維迪亞（Meghna Vaidya）飾演拉塔·辛漢（Lata Singham）
- 蓋納希·亞達夫（Ganesh Yadav）飾演馬赫什·賈達夫警長（Head-Constable Mahesh Jadhav）

## 外部連結
- 互联网电影数据库（IMDb）上《雄獅回歸》的资料（英文）
- 《雄獅回歸》的Bollywood Hungama頁面
- 爛番茄上《雄獅回歸》的資料（英文）